# Тырновское Евангелие
Тырновское евангелие — среднеболгарская рукопись, хранящаяся в библиотеке Хорватской академии наук и искусств (сигнатура III.a.30) в Загребе.
В её конце частично сохранилось примечание, упоминающее царя Константина I Тиха, его сына Михаила и болгарского патриарха Игнатия. Это соответствует дате около 1273 года. Согласно этому же примечанию рукопись переписал пресвитер Драгия по поручению иеромонаха Максима в «цариград Трнов» (отсюда и её имя).
Написана на пергаменте и бумаге и является самой старой славянской рукописью на бумаге. Содержит 4 евангелия, каждое из которых начинается с плетёной заставки и украшенной буквицей.

## Издания
- Vajavec, M. Trnovsko tetrajevanđelije. — Starine, 20, 1888, 157-242